# Film pentru copii
Filmele pentru copii sunt filme produse pentru televiziune sau cinema, care se adresează în principal copiilor. Există puține restricții în ceea ce privește stilul și tematica, pretențiile ridicate de acestea se adresează cerințelor și nevoilor grupului țintă. 
Filmele care sunt produse special pentru copii sunt adesea despre tineri. Chiar mai mult decât filmele pentru adulți, copiii au nevoie de repere de identificare care să le reprezinte figuri de aceeași vârstă. Cu toate acestea, dacă personajele principale sunt adulți, este mai probabil să se afle în basme precum Trei alune pentru Cenușăreasa (1973) sau Magie în New York (2007).

## Definiții
Grupul țintă
În anii 1950 - 1970, filmele pentru copii au fost prevăzute pentru o grupă de vârstă cuprinsă între șase și paisprezece ani. Datorită debutului precoce al pubertății, grupul de vârstă a trecut apoi la aproximativ patru până la doisprezece ani. După această vârstă, adolescenții sunt mai interesați de oferta de filme pentru tineret. 
Filmele pentru copii se bazează pe orizontul de experiență al eroului principal. Dacă această persoană are aproximativ cinci ani, ea are experiențe foarte diferite decât un protagonist în vârstă de zece ani. Prin urmare, copiii mai mari cu mai multă experiență vor găsi un film cu un protagonist în vârstă de cinci ani, mai puțin interesant. În schimb, copiii mai mici se pot identifica cu un personaj mai în vârstă, deoarece ei pot învăța ceva de la copiii mai maturi. Cu toate acestea, dacă diferența de vârstă dintre spectatori și personaje este prea mare, un astfel de film este de obicei destul de plictisitor pentru ei.
Demarcarea filmului de familie
Într-un film de familie, spre deosebire de filmul pentru copii, adulții sunt incluși ca spectatori. Filmele se adresează atât spectatorilor mai tineri, cât și celor mai în vârstă, în mod ideal la ambele sexe. În acest caz, se vorbește despre un film în patru cuadrate. Pentru a atinge acest obiectiv, nivelurile de acțiune pentru adulți sunt încorporate fără a plictisi copiii ca spectatori. 

Termenul „film de familie” nu a apărut până în anii ’90, pentru a evita clasificarea ca film pentru copii în comercializarea de filme. Filmele pentru copii trebuiau să se gestioneze cu bugete mici și, prin urmare, erau adesea privite ca fiind mai puțin atractive. De exemplu, cunoscutul critic american de film, Roger Ebert, a spus: 
„Nouă din zece filme pentru copii sunt inutile, proaste și arată că nu respectă publicul lor - motiv pentru care copiilor nu le plac filmele pentru copii.”
În plus, adulții ar trebui să fie educați ca posibili însoțitori ai copiilor, încât în producția unui film să fie luate în considerare și interesele lor pentru a îi câștiga ca spectatori suplimentari.
De fapt, filmele de familie fuseseră realizate înainte de introducerea etichetei. În acest domeniu a fost deosebit de distins studioul Disney, care s-a adresat în mod regulat cu filmele sale reale copiilor ca spectatori, dar care adesea a folosit adulții drept personaje principale (Mary Poppins din 1964, seria Herbie, Profesorul distrat din 1961) și, de asemenea, având dorința să distreze și publicul mai în vârstă.